# Museu Arqueològic de Queronea
El Museu Arqueològic de Queronea és un museu de Grècia situat a Queronea, una localitat de Beòcia.
Està situat en un edifici construït entre 1903 i 1908. Un terratrèmol que va tenir lloc el 1981 hi causà importants danys, la qual cosa es veié agreujada per factors climàtics al llarg dels anys següents. Per això, el museu hagué de tancar el 1995 i no va ser rehabilitat fins a l'any 2009.

## Col·leccions
El museu conté una col·lecció d'objectes procedents de jaciments arqueològics de l'àrea, principalment de Queronea, Lebadea, Orcomen, Elatea, Èxarkhos i Agios Teodoros, pertanyents a períodes compresos entre la prehistòria i l'època dels primers cristians.
Hi destaquen els fragments de frescs d'Orcomen, d'època micènica; les estàtues de Cíbele, Demèter, Atena Cranea, l'emperador Hadrià; una esfera de pedra amb relleus en què es representa Hèlios i Selene (el sol i la lluna); un terre de mosaic del segle iii aC amb representacions de les estacions de l'any, un monument funerari del segle ii, i monedes i armes de l'època macedònica.
D'altra banda, hi ha ceràmica tant d'èpoques prehistòriques com de períodes històrics procedents de diversos jaciments arqueològics. El pati del museu guarda elements arquitectònics, pedestals, inscripcions epigràfiques i columnes commemoratives.